# Saint-Romain-de-Jalionas
Saint-Romain-de-Jalionas é uma comuna francesa na região administrativa de Auvérnia-Ródano-Alpes, no departamento de Isère.